# Gabriel Vick
Gabriel Vick (...) è un attore e cantante inglese.

## Biografia
Ha recitato in diversi musical a Londra, tra cui Avenue Q (2006), Cabaret (2006), La Cage aux Folles (2008), A Little Night Music (2009) e Once (2013).
Era sposato con l'attrice Kerry Howard.

## Filmografia
- Les Misérables, regia di Tom Hooper (2012)
- The Invisible Woman, regia di Ralph Fiennes (2013)

## Doppiatori italiani
- Francesco De Francesco in Les Misérables